# Touch (Unix)

Comanda UNIX touch este folosită pentru a schimba timpul când un fișier a fost accesat și modificat ultima dată. Este de asemenea folosită pentru a crea un fișier gol. Comanda nu modifică conținutul fișierului.

## Istorie
Comanda a fost introdusă în Version 7 AT&T UNIX. Comanda face parte din GNU coreutils și a fost implementată de Paul Rubin, Arnold Robbins, Jim Kingdon, David MacKenzie și Sunil Sharma.

## Sintaxă
```
touch [opțiuni] fișier
```

Dintre opțiunile cele mai des folosite amintim:
-a (access) - schimba numai timpul de acces.
-c (no create) - dacă fișierul nu există, acesta nu este creat și eroarea nu este raportată.
-m - schimbă numai timpul de modificare.
-r file - folosește timpul de acces și modificare al altui fișier
-t time - folosește timpul de acces și modificare specificat
Fără nicio opțiune, timpul curent al sistemului este folosit în modificări. Aceasta simulează o actualizare a fișierului.

## Exemple
```
# touch myfile.txt
```

Se actualizează timpii de acces și modificare ai fișierului myfile.txt.
Acesta este unul din cazurile în care dorim să actualizăm un fișier. Să presupunem că dorim să compilăm un proiect care a fost compilat deja. Comanda make ne arată acest lucru:
```
# make
make: nothing to be done for `all'
```

Simulăm actualizarea unui fișier sursă și încercăm din nou:
```
# touch project.c
# make
```

make va recompila proiectul în acest caz.
Câteva exemple de folosire a opțiunilor:
```
# touch -t 200701310846.26 index.html
# touch -d '2007-01-31 8:46:26' index.html
# touch -d 'Jan 31 2007 8:46:26' index.html
```

Toate cele trei comenzi sunt echivalente. Timpul este schimbat în 31 ianuarie 2007, ora 8:46:26.
touch nu are opțiunea de recursivitate. Aceasta poate fi introdusă cu ajutorul altor comenzi, de exemplu:
```
# find . -exec touch {} \;
# find . | xargs touch
# find . -print0 | xargs -0 touch
```

Toate cele trei comenzi sunt echivalente.